# Anophtaeletes rousi
Anophtaeletes rousi är en skalbaggsart som beskrevs av Olexa 1976. Anophtaeletes rousi ingår i släktet Anophtaeletes och familjen stumpbaggar. Inga underarter finns listade i Catalogue of Life.